# Hamadi Camara
Hamadi Camara (ur. 12 stycznia 1942) – malijski judoka. Olimpijczyk z Monachium 1972, gdzie zajął dziewiętnaste miejsce w wadze półciężkiej.

## Letnie Igrzyska Olimpijskie 1972
| Konkurencja | Eliminacje          | Klas. końcowa |
| Konkurencja | Przeciwnik 1        | Miejsce       |
| ----------- | ------------------- | ------------- |
| 93 kg       | Kim Eui-tae (KOR) P | 19.           |